# Phố Jermyn
Phố Jermyn (Jermyn Street) là một con phố yên tĩnh nằm ở trung tâm Thành phố Luân Đôn, thủ đô của nước Anh. Nó chạy song song với Đường Piccadilly, chủ yếu gắn liền với những người thợ may trang phục, thợ đóng giày, tập trung các cửa hàng bán lẻ, và các phụ kiện nam giới như mũ và giày.
Phố Jermyn được biết đến trên toàn thế giới về những người thợ may áo sơ mi có tay nghề thủ công chất lượng cao của Anh trong suốt 300 năm.

## Vị trí địa lý

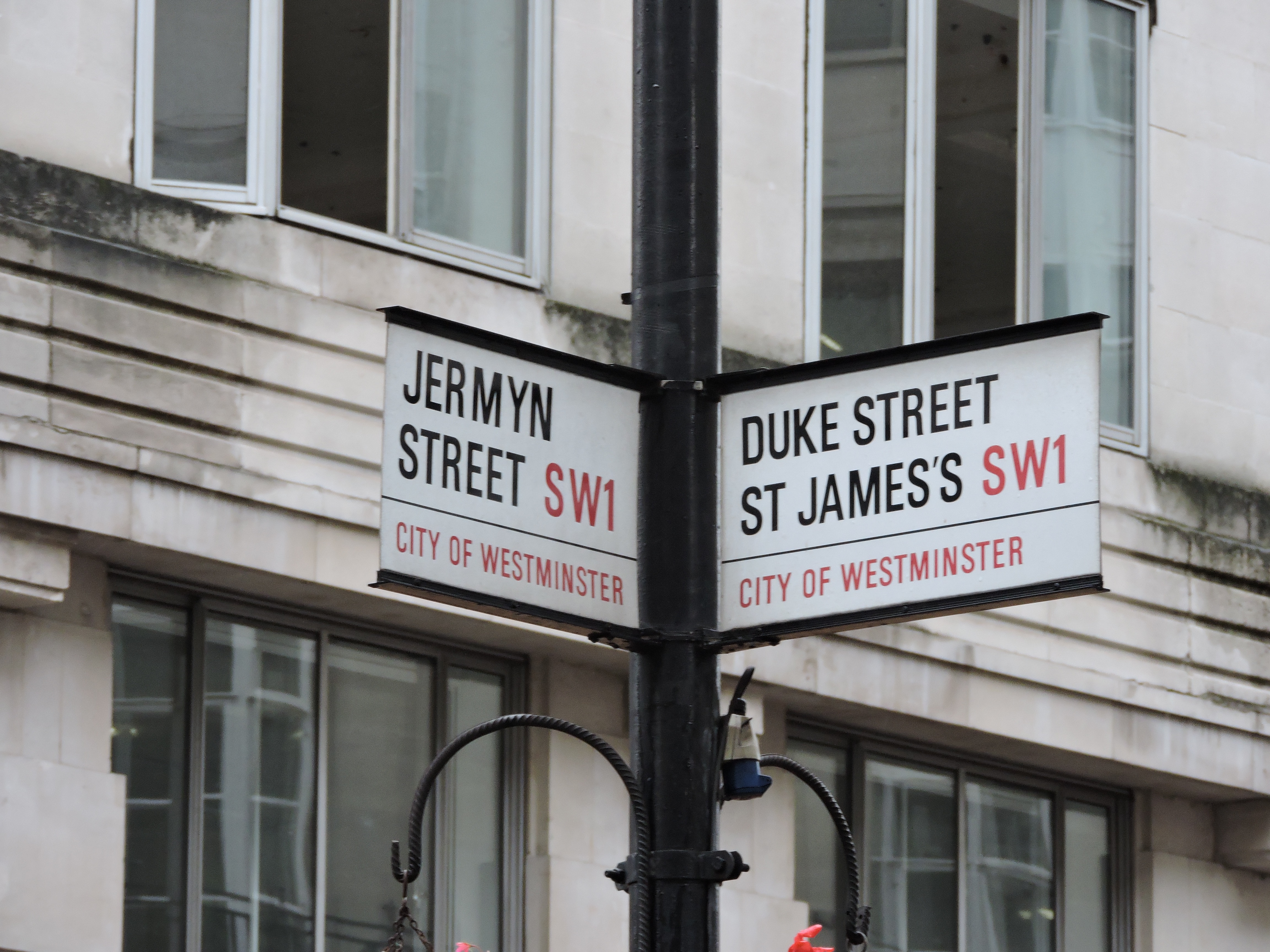
Biển báo đường phố ở giao lộ của Phố Jermyn và Phố Duke

Phố Jermyn là con đường một chiều nằm ở trung tâm Quận St. James, một trong những quận sang trọng và mang tính biểu tượng nhất của Luân Đôn. Nó nằm ở hướng nam song song tiếp giáp với Đường Piccadilly.
Ở xa hơn của dãy phố là song song với Pall Mall, tiếp giáp với Phố St. James, Phố Regent, Phố Duke, Phố York để tạo nên hình vuông cho con phố là trọng tâm, bên trong khu vực cạnh khu dân cư St James Square.

## Lịch sử
Nguồn gốc của con phố bắt nguồn từ năm 1664, khi Vua Charles II của Anh ủy quyền cho Henry Jermyn, Bá tước St Albans, phát triển một khu dân cư độc quyền bên cạnh Cung điện St James.
Vào thời điểm đó, khu vực này được đặt tên là Cánh đồng St James, được phân định bằng 14 căn nhà phố lớn và bốn con phố mới dành cho các gia đình quý tộc và các cận thần ưa thích của Vua Charles. Kể từ thời điểm đó trở đi, Quận St. James trở thành trung tâm cho giới trí thức thời thượng của Luân Đôn, và sau cái chết của Bá tước Jermyn vào năm 1663, ông đã có được biệt danh là 'người sáng lập West End'.
Phố Jermyn đã trở thành một trung tâm quần áo sang trọng dành cho nam giới vào đầu những năm 1800, phần lớn là để bổ sung cho danh tiếng ngày càng tăng của Savile Row như là khu may đo riêng hàng đầu thế giới, chỉ cách Burlington Arcade một đoạn đi bộ ngắn. Các nhà bán lẻ xa xỉ luôn phát triển mạnh trên phố Jermyn nhờ vị thế ngày càng cao của nó.
Nhiều tòa nhà trên nằm trên đường thuộc sở hữu của Crown Estate.

## Các tòa nhà di tích

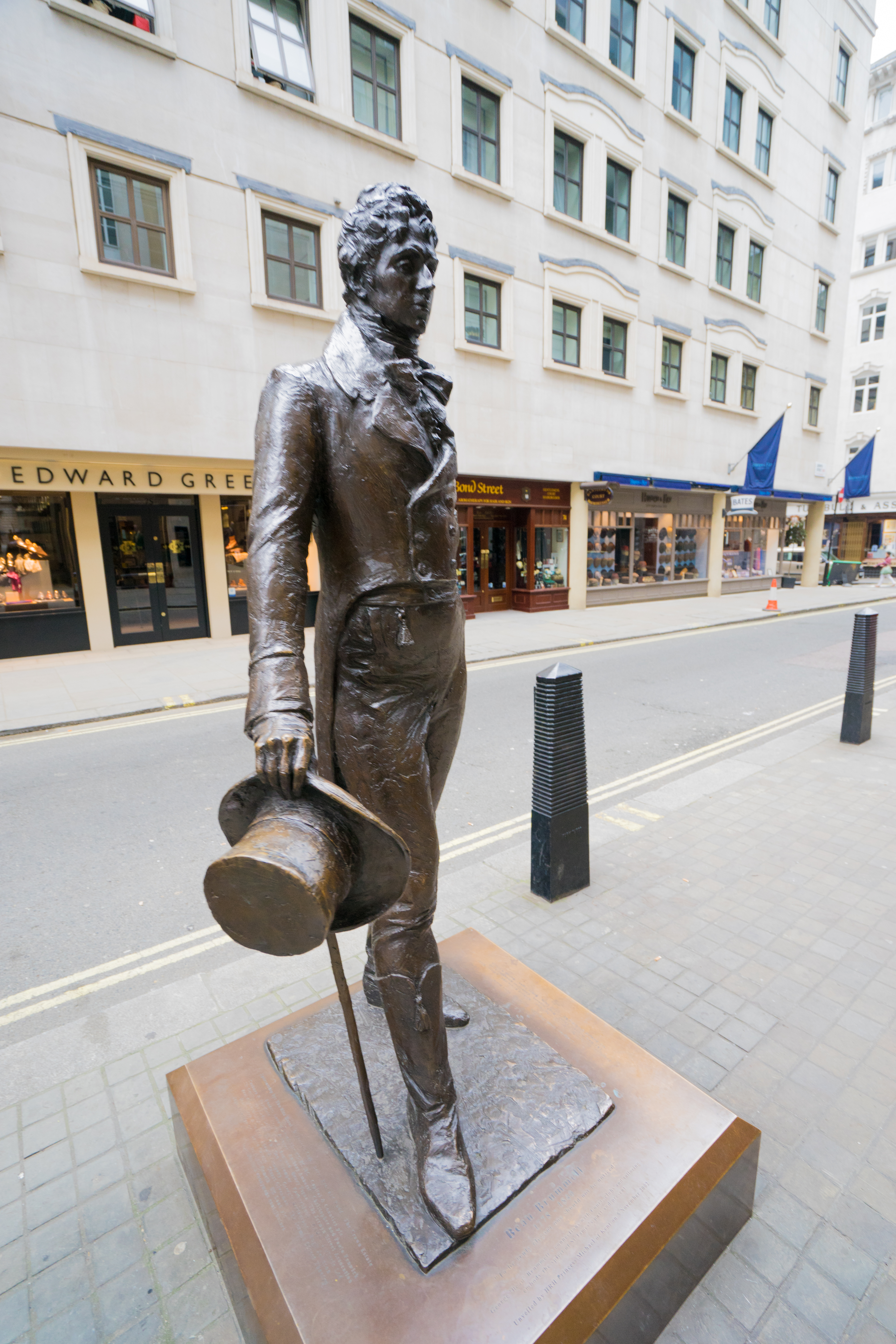
Tượng Beau Brummell trên phố Jermyn, Luân Đôn.

| Số dãy phố        | Loại | Ngày xếp hạng       |
| ----------------- | ---- | ------------------- |
| 14 & 15           | II   | 30 tháng 5 năm 1972 |
| 25                | II   | 30 tháng 5 năm 1972 |
| 30 Simpsons       | II*  | 14 tháng 9 năm 1970 |
| 70-72             | II   | 14 tháng 1 năm 1970 |
| 88                | II   | 4 tháng 10 năm 1974 |
| 89                | II   | 4 tháng 10 năm 1974 |
| 90                | II*  | 14 tháng 1 năm 1970 |
| 93                | II   | 1 tháng 12 năm 1987 |
| 94                | II   | 30 tháng 1 năm 1987 |
| 95                | II   | 1 tháng 12 năm 1987 |
| 96                | II   | 1 tháng 12 năm 1987 |
| 106               | II   | 1 tháng 12 năm 1987 |
| 111 & 112         | II   | 14 tháng 1 năm 1970 |
| Piccadilly Arcade | II   | 30 tháng 5 năm 1972 |

## Cư dân ưu tú
Phố Jermyn đã có nhiều cư dân nổi tiếng trong những năm qua. Nhiều thợ may đã sở hữu và đang sở hữu những căn nhà ven phố thường cho người dân thuê phòng. Ngài Isaac Newton đã sống trên phố Jermyn từ năm 1697 cho đến khi ông chuyển đến Chelsea vào năm 1709. William Blake đã được rửa tội tại nhà thờ Wren's St. James, được coi là một trong những nhà thờ thời trang nhất ở Luân Đôn. Các tác giả như Ngài Walter Scott và nhà thơ Thomas Grey đều cư trú trên con phố này.
Đầu bếp nổi tiếng người Anh, là Rosa Lewis, đã mua khách sạn Cavendish nổi tiếng trên phố Jermyn vào năm 1902 và biến nó thành một trong những khách sạn tư nhân thời trang nhất ở Luân Đôn. Winston Churchill và Vua Edward VIII là một trong số nhiều khách mời nổi tiếng của Lewis. Bà được biết đến với biệt danh "Nữ công tước của Phố Jermyn".